# Volby v Československu
Toto je přehled voleb do zákonodárných orgánů Československa v letech 1920 až 1992.

## První republika
První zákonodárný sbor v Československu, Revoluční národní shromáždění, nevznikl na základě voleb. Volilo až od roku 1920 do dvoukomorového Národní shromáždění Republiky Československé, které se skládalo z Poslanecké sněmovny o 300 členech a Senátu o 150 členech. Do obou komor se volilo poměrným systémem, do Sněmovny na období 6 let, do Senátu na 8 let. Legislativní periody ale byly kráceny, takže se volby konaly společně do obou komor (s výjimku prvních v r. 1920).
Obě komory se obnovovaly vždy v celku. Volební právo, které bylo povinné, měli občané ve volbách do Sněmovny od 21, do Senátu od 26 let. Do Sněmovny mohli kandidovat občané, kteří dosáhli věku 30 let s nejméně tříletým státním občanstvím, do Senátu po dosažení věku 45 let s nejméně desetiletým státním občanstvím. Do Parlamentu nemohli být voleni župané a okresní náčelníci.
- volby 18. dubna 1920 do Poslanecké sněmovny, v květnu do Senátu, volby na Podkarpatské Rusi se konaly až v roce 1924
- volby 15. listopadu 1925 do obou komor
- volby 27. října 1929 do obou komor, podle nového zákona z r. 1927 nemohli volit aktivní příslušníci armády a četnictva
- volby 19. května 1935 do obou komor

## Po druhé světové válce
Po válce mělo Národní shromáždění pouze jednu komoru. Kandidovat mohly pouze strany sdružené v Národní frontě
- volby 26. května 1946, do Ústavodárného shromáždění

## Poúnoru 1948
Po komunistickém převratu v roce 1948 byl omezen systém politických stran a volby se staly pouze formálními. Voliči mohli použít bílý lístek, kterým vyjádřili nesouhlas s jednotnou kandidátkou Národní fronty. Tyto lístky však organizátoři voleb mnohdy ani nepředávali voličům. Fakticky měli voliči možnost ovlivnit volby pouze preferenčními hlasy pro jednoho z daných kandidátů ve svém volebním obvodě, kterým mohli vyřadit některého z jiných kandidátů Národní fronty. V rámci voleb probíhaly také volby soudců. V roce 1969 vzniklo Federální shromáždění, skládající se ze Sněmovny lidu a Sněmovny národů, a zastupitelské sbory národních republik Česká národní rada a Slovenská národní rada.
- Volby do Národního shromáždění 1948
- Volby do Národního shromáždění 1954
- Volby do Národního shromáždění 1960
- Volby do Národního shromáždění 1964
- Volby do Národního shromáždění 1968

- Volby do Sněmovny lidu Federálního shromáždění 1971
  - současně se konaly Volby do České národní rady 1971 a Volby do Slovenské národní rady 1971
- Volby do Sněmovny lidu Federálního shromáždění 1976
  - současně se konaly Volby do České národní rady 1976 a Volby do Slovenské národní rady 1976
- Volby do Sněmovny lidu Federálního shromáždění 1981
  - současně se konaly Volby do České národní rady 1981 a Volby do Slovenské národní rady 1981
- Volby do Sněmovny lidu Federálního shromáždění 1986
  - současně se konaly Volby do České národní rady 1986 a Volby do Slovenské národní rady 1986

## Po roce 1989
Po sametové revoluci v roce 1989 se systém politických stran začal obnovovat, v červnu 1990 se opět konaly svobodné volby. Jejich uspořádání posvětil Michail Gorbačov se Spojenými státy americkými. Po zániku federace se Česká a Slovenská národní rada 1. ledna 1993 bez voleb změnily na parlamenty nově vzniklé České republiky a Slovenské republiky.
- Volby do Sněmovny lidu Federálního shromáždění 1990, (Volby do České národní rady 1990, Volby do Slovenské národní rady 1990)
- Volby do Sněmovny lidu Federálního shromáždění 1992, (Volby do České národní rady 1992, Volby do Slovenské národní rady 1992)